# Agnese Possamai
Agnese Possamai (ur. 17 stycznia 1953 w Lentiai) – włoska lekkoatletka specjalizująca się w biegach średnio i długodystansowych, dwukrotna uczestniczka letnich igrzysk olimpijskich (Moskwa 1980, Los Angeles 1984). Sukcesy odnosiła również w biegach przełajowych i górskich.

## Sukcesy sportowe
- dwukrotna mistrzyni Włoch w biegu na 800 metrów – 1978, 1979[1]
- pięciokrotna mistrzyni Włoch w biegu na 3000 metrów – 1982, 1983, 1984, 1985, 1987
- siedmiokrotna mistrzyni Włoch w biegach przełajowych – 1978, 1980, 1981, 1982, 1984, 1985, 1986
- dwukrotna mistrzyni Włoch w biegach górskich – 1980, 1981
- pięciokrotna halowa mistrzyni Włoch w biegu na 1500 metrów – 1979, 1980, 1981, 1984, 1986[2]
- trzykrotna halowa mistrzyni Włoch w biegu na 3000 metrów – 1982, 1983, 1984

| Rok  | Miasto      | Zawody                                    | Konkurencja                   | Wynik                    |
| ---- | ----------- | ----------------------------------------- | ----------------------------- | ------------------------ |
| 1979 | Split       | Igrzyska śródziemnomorskie                | bieg na 800 m                 | srebrny medal            |
| 1981 | Grenoble    | Halowe mistrzostwa Europy                 | bieg na 1500 m                | złoty medal              |
| 1981 | Madryt      | Mistrzostwa świata w biegach przełajowych | drużynowo indywidualnie       | brązowy medal 4. miejsce |
| 1982 | Mediolan    | Halowe mistrzostwa Europy                 | bieg na 3000 m                | złoty medal              |
| 1982 | Rzym        | Mistrzostwa świata w biegach przełajowych | drużynowo indywidualnie       | srebrny medal 4. miejsce |
| 1983 | Budapeszt   | Halowe mistrzostwa Europy                 | bieg na 3000 m                | srebrny medal            |
| 1983 | Casablanca  | Igrzyska śródziemnomorskie                | bieg na 1500 m bieg na 3000 m | złoty medal              |
| 1983 | Helsinki    | Mistrzostwa świata                        | bieg na 3000 m                | 6. miejsce               |
| 1984 | Göteborg    | Halowe mistrzostwa Europy                 | bieg na 3000 m                | 5. miejsce               |
| 1984 | Los Angeles | Igrzyska olimpijskie                      | bieg na 3000 m                | 10. miejsce              |
| 1985 | Paryż       | Światowe igrzyska halowe                  | bieg na 3000 m                | srebrny medal            |
| 1985 | Pireus      | Halowe mistrzostwa Europy                 | bieg na 3000 m                | złoty medal              |
| 1987 | Latakia     | Igrzyska śródziemnomorskie                | bieg na 1500 m                | srebrny medal            |

## Rekordy życiowe
- bieg na 800 metrów – 2:04,01 – Moskwa 24/07/1980
- bieg na 1500 metrów – 4:09,34 – Rzym 05/08/1980
- bieg na 1500 metrów (hala) – 4:06,83 – Turyn 22/02/1984
- bieg na milę – 4:29,23 – Rieti 16/09/1982
- bieg na 2000 metrów (hala) – 5:52,01 – Turyn 10/02/1982
- bieg na 3000 metrów – 8:37,96 – Helsinki 10/08/1983
- bieg na 3000 metrów (hala) – 8:53,77 – Mediolan 06/03/1982
- bieg na 5000 metrów – 15:44,35 – Bolonia 18/07/1990